# Стэнфордский тюремный эксперимент

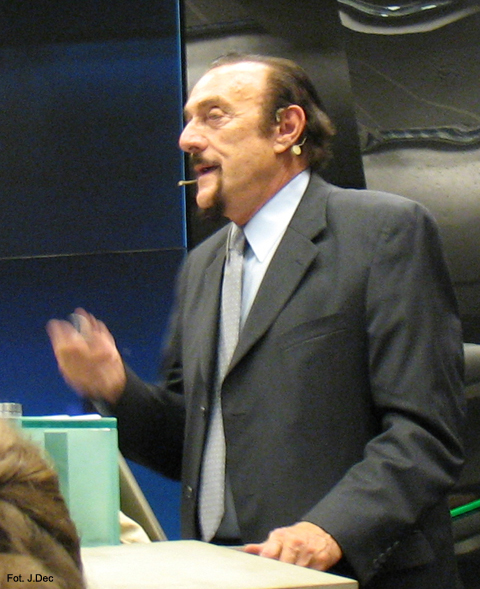
Филип Зимбардо (Варшава, 2009)

Стэ́нфордский тюре́мный экспериме́нт — психологический эксперимент, который был проведён в 1971 году в Стэнфордском университете американским социальным психологом Филипом Зимбардо. Эксперимент представляет собой психологическое исследование реакции человека на ограничение свободы, на условия тюремной жизни и на влияние навязанной социальной поведенческой модели. В настоящее время научная состоятельность эксперимента оспаривается.
Добровольцы играли роли охранников и заключённых и жили в условной тюрьме, устроенной в подвале факультета психологии. Заключённые и охранники быстро приспособились к своим ролям, и в «тюрьме» стали возникать по-настоящему опасные ситуации. В каждом третьем охраннике наблюдались садистские наклонности, а заключённые были сильно морально травмированы, и двое раньше времени были исключены из эксперимента. По этическим соображениям эксперимент был закончен раньше времени.
В последние годы Стэнфордский тюремный эксперимент подвергся значительной критике. Исследования показали, что его результаты были частично сфальсифицированы, а участники находились под влиянием экспериментаторов. Выводы эксперимента были во многом опровергнуты. В начале XXI века многие специалисты требуют исключения Стэнфордского тюремного эксперимента из учебников по психологии
С этической точки зрения эксперимент часто сравнивают с экспериментом Милгрэма, проведённым в 1963 году в Йельском университете Стенли Милгрэмом, в прошлом соучеником Зимбардо.

## Цели и средства
Исследование было заказано Военно-морским флотом США для того, чтобы объяснить конфликты в его исправительных учреждениях и в морской пехоте.
Участников набрали по объявлению в газете; им предлагались 15 долларов в день (с учётом инфляции сумма эквивалентна 76 долларам в 2006 году) за две недели участия в «симуляции тюрьмы». Из 70 человек, отозвавшихся на объявление, Зимбардо и его команда выбрали 24, которых они сочли наиболее здоровыми и психологически устойчивыми. Эти участники были мужчинами, учащимися колледжей, преимущественно белыми, и принадлежали к среднему классу.
Группу, состоявшую из двадцати четырёх молодых мужчин, поделили случайным образом на «заключённых» и «охранников». Заключённым потом казалось, что в охранники берут за высокий рост, но на самом деле их честно набрали по жребию, подбрасывая монету, и между двумя группами не было никакой объективной разницы в физических данных.
Условная тюрьма была устроена на базе кафедры психологии Стэнфорда. Лаборант-старшекурсник был назначен «надзирателем», а сам Зимбардо — управляющим.
Зимбардо создал для участников ряд специфических условий, которые должны были способствовать дезориентации, потере чувства реальности и своей самоидентификации.
Охранники получили деревянные дубинки и униформу военного образца: и то и другое они сами выбрали в магазине. Кроме того, им выдали зеркальные солнцезащитные очки, за которыми не было видно глаз. В отличие от заключённых, они должны были работать по сменам и возвращаться домой в выходные, хотя впоследствии многие участвовали в неоплаченных сверхурочных дежурствах.
Заключённые должны были одеваться только в намеренно плохо подобранные миткалевые халаты, без нижнего белья, и резиновые шлёпанцы. Зимбардо утверждал, что такая одежда заставит их принять «непривычную осанку тела» и они будут испытывать дискомфорт, что будет способствовать их дезориентации. Их называли только по номерам вместо имён. Эти номера были пришиты к их униформе; от заключённых требовали надевать на голову туго сидевшие колготки, чтобы изобразить бритые головы новобранцев, проходящих начальную военную подготовку. Вдобавок каждый из них носил на лодыжке небольшую цепочку — как постоянное напоминание о своём статусе заключённого.
За день до эксперимента с охранниками провели краткий инструктаж, заключавшийся в запрете на любое физическое насилие. Им вменили в обязанность совершать в произвольном режиме обход тюрьмы.
Зимбардо на заседании сделал следующее заявление для охранников:

Создайте у заключённых чувство тоски, чувство страха, ощущение произвола и того, что их жизнь полностью контролируется нами, системой, вами, мной и у них нет никакого личного пространства ❬…❭. Мы будем различными способами лишать их индивидуальности. Всё это в совокупности создаст у них чувство бессилия. Значит, в этой ситуации у нас будет вся власть, а у них — никакой.
Участников, выбранных на роли заключённых, обязали ждать дома «призыва» для участия в эксперименте. Безо всякого предупреждения их «обвинили» в вооружённом ограблении, и они были арестованы полицейским департаментом Пало Альто, который участвовал в эксперименте на этом этапе.
Заключённые прошли полную процедуру полицейского осмотра, включая снятие отпечатков пальцев, фотографирование и зачитывание прав. Привезя в условную тюрьму, их осмотрели, приказав раздеться догола, «очистили от вшей» и присвоили номера.

## Результаты
Эксперимент быстро вышел из-под контроля. Охранники применяли садистские методы и оскорбления в отношении заключённых, и к концу у многих из них наблюдалось сильное эмоциональное расстройство.
После сравнительно спокойного первого дня на второй день вспыхнул бунт. Охранники добровольно вышли на сверхурочную работу и без вмешательства исследователей стали подавлять мятеж, используя против заключённых огнетушители. После этого инцидента охранники пытались разделять заключённых и стравливать их друг с другом, выбрав «хороший» и «плохой» корпуса, и заставляли заключённых думать, что в их рядах есть «информаторы». Эти меры возымели значительный эффект, и в дальнейшем возмущений крупного масштаба не было. Согласно консультантам Зимбардо (бывшим заключённым), эта тактика была подобна используемой в настоящих американских тюрьмах.
Подсчёты заключённых, которые изначально были задуманы для того, чтобы помочь им привыкнуть к идентификационным номерам, превратились в часовые испытания, в ходе которых охранники изводили заключённых и подвергали физическим наказаниям, в частности заставляли подолгу совершать физические упражнения.
Тюрьма быстро стала грязной и мрачной. Право помыться стало привилегией, в которой могли отказать, что часто и делали. Некоторых заключённых заставляли чистить туалеты голыми руками. Из «плохой» камеры убрали матрасы, и заключённым пришлось спать на голом бетонном полу. В наказание часто отказывали в еде.
Сам Зимбардо говорит о своей растущей погружённости в эксперимент, которым он руководил и в котором активно участвовал. На четвёртый день, услышав о заговоре с целью побега, он и охранники попытались целиком перенести эксперимент в настоящий неиспользуемый тюремный корпус местной полиции, как в более «надёжный». Полицейский департамент ему отказал, ссылаясь на соображения безопасности, и, как говорит Зимбардо, он был зол и раздосадован из-за отсутствия сотрудничества между ним и полицейской системой исполнения наказаний.
В ходе эксперимента несколько охранников начали превращаться в садистов — особенно ночью, когда им казалось, что видеокамеры выключены. Экспериментаторы утверждали, что примерно каждый третий охранник проявлял настоящие садистские наклонности. Многие охранники расстроились, когда эксперимент был прерван раньше времени.
Впоследствии заключённым предложили «под честное слово» выйти из тюрьмы, если они откажутся от оплаты; большинство приняло это предложение. Зимбардо использовал этот факт, чтобы показать, насколько сильно участники вжились в роль. Но заключённым потом отказали, и никто не покинул эксперимент.
У одного из участников развилась психосоматическая сыпь по всему телу, когда он узнал, что его прошение о выходе под честное слово было отвергнуто (Зимбардо его отверг, поскольку думал, что тот жульничал и симулировал болезнь). Спутанное мышление и слёзы стали обычным делом для заключённых. Двое из них испытали такой сильный шок, что их вывели из эксперимента и заменили.
Один из заключённых, пришедших на замену, № 416, пришёл в ужас от обращения охранников и объявил голодовку. Его на три часа заперли в тесном чулане для одиночного заключения. В это время охранники заставляли его держать в руках сосиски, которые он отказывался есть. Другие заключённые видели в нём хулигана. Чтобы сыграть на этих чувствах, охранники предложили другим заключённым выбор: или они откажутся от одеял, или № 416 проведёт в одиночном заключении всю ночь. Заключённые предпочли спать под одеялами. Позже Зимбардо вмешался и выпустил № 416.
Зимбардо решил прекратить эксперимент раньше времени, когда Кристина Маслак, аспирантка и одновременно его невеста, не знакомая прежде с экспериментом, выразила протест против устрашающих условий тюрьмы, после того как она пришла туда провести беседы. Зимбардо упоминает, что из всех пятидесяти свидетелей эксперимента только она поставила вопрос о его этичности. Хотя эксперимент был рассчитан на две недели, через шесть дней он был прекращён.
В 2009 году увидела свет научно-популярная книга «Эффект Люцифера», в которой Зимбардо подробно описал ход и результаты эксперимента.

## Выводы
Результаты эксперимента были использованы для того, чтобы продемонстрировать восприимчивость и покорность людей, когда присутствует оправдывающая их поступки идеология, поддержанная обществом и государством. Также их использовали в качестве иллюстрации к теории когнитивного диссонанса и влияния власти авторитетов.
В психологии результаты эксперимента используются для демонстрации ситуативных факторов поведения человека в противовес личностным. Другими словами, ситуация влияет на поведение человека больше, нежели внутренние особенности личности. Этим эксперимент похож на известный эксперимент Милгрэма, в котором обычные люди подчинялись приказу вопреки своим собственным желаниям и таким образом становились сообщниками экспериментатора.
По стечению обстоятельств, вскоре после окончания исследований произошли кровавые бунты в тюрьмах Сан-Квентина и Аттики, и Зимбардо доложил о своих наработках в эксперименте Министерству юстиции США.

## Критика эксперимента
Одним из первых с критикой выступил Эрих Фромм. В своей книге «Анатомия человеческой деструктивности», вышедшей в 1973 году, он оспаривает вывод Зимбардо о поведении людей, попавших в подобную ситуацию в роли охранников или заключённых, приводя исторические сведения о поведении людей в нацистских концлагерях.
«Неспособность авторов проверить свои выводы на предмет реалистичности ситуации вызывает особое сожаление, поскольку имеется достаточно материалов, касающихся тюремной ситуации, гораздо более жестокой, чем в худших американских тюрьмах — гитлеровских концентрационных лагерях», — утверждает Фромм, одновременно отмечая важность этических и моральных установок заключённых, которые могут быть различны в общих для всех условиях концлагеря. Фромм также оспорил валидность скринингового теста, который был приведён для измерения общего садизма «надзирателей». Он считал, что чувство реальности участников эксперимента было значительно снижено, а разница между реальными заключёнными и экспериментальными настолько велика, что провести какие-либо аналогии не представляется возможным. В реальной жизни и заключённый, и охранник знают, что их действия могут иметь последствия. Кроме того, сам экспериментатор может значительно повлиять на ход эксперимента. Он в некоторой степени снимает ответственность с испытуемых за их поведение, освобождает от собственной воли, потому и создаётся ситуация, где они способны на поведение гораздо худшее, чем в своей обычной жизни.
Фромм также отметил сковывающую движения униформу — халаты, в которых заключённые мужчины невольно принимали позы, подобные женским, что воспринималось ими как нечто унизительное и подавляющее личность. Эта форма, как и пакеты на голове, была схожа с той, что использовалась в тюрьме Абу-Грейб. Это стало очевидным после публикации шокирующих фото пыток в этой тюрьме в 2004 году.

## Заявление Карло Прескотта
Консультантом Зимбардо по всем вопросам проведения тюремного эксперимента был Карло Прескотт — заключённый афроамериканского происхождения, который провёл 17 лет в тюрьме Сан-Квентин за покушение на убийство. Он выступал перед американским Конгрессом по вопросу тюремной реформы и согласился на участие в эксперименте, так как думал, что делает благое дело. Однако когда Прескотт узнал о том, как были использованы результаты эксперимента, какую роль они сыграли в социальной психологии, а также о том, что по нему готовятся съёмки нового фильма, Прескотт сделал новое заявление. В интервью Стэнфордской ежедневной газете он сообщил, что сожалеет о своём участии и что именно он, а не охранники, придумал все эти методы угнетения, вернее, позаимствовал их из тюрьмы Сан-Квентин, в которой отбывал наказание. Все эти респектабельные, психологически устойчивые охранники из среднего класса просто не могли придумать такие вещи, утверждает Прескотт.

## Сравнения с Абу-Грейб
Когда разразился скандал из-за издевательств и пыток над заключёнными в американской военной тюрьме Абу-Грейб в Ираке, многие эксперты сразу заметили его сходство со Стэнфордским тюремным экспериментом, — среди них был сам Филипп Зимбардо, который заинтересовался подробностями этой истории. Его обеспокоило, что усилия военных и правительства были направлены на обвинение в злоупотреблениях нескольких «паршивых овец», вместо того чтобы признать, что причина случившегося заключена в системных проблемах официально установленной военной системы исполнения наказаний.
В конце концов Зимбардо оказался в команде юристов, которая защищала одного из надзирателей тюрьмы Абу-Грейб штаб-сержанта Айвена «Чип» Фредерика. Зимбардо имел доступ ко всем следственным документам и документам с ограниченным доступом, а также свидетельствовал как свидетель-эксперт на военном трибунале, судившем Фредерика, который был приговорён к восьми годам заключения в октябре 2004 года.
Зимбардо использовал свой опыт в деле Фредерика при написании книги «Эффект Люцифера. Почему хорошие люди превращаются в злодеев», в которой утверждал, что между Стэнфордским экспериментом и злоупотреблениями в Абу-Грейбе есть немало общего.

## В культуре
- В 1999 году немецкий писатель Марио Джордано[итал.], вдохновлённый Стэнфордским экспериментом, написал повесть «Чёрный ящик» («Black Box»). Произведение было положено в основу немецкого фильма 2001 года «Эксперимент», получившего неоднозначный отзыв Филиппа Зимбардо[6].
- Американский фильм 2010 года «Эксперимент», ремейк немецкого фильма.
- В 2015 году в ограниченный прокат вышел фильм «Тюремный эксперимент в Стэнфорде», повествующий о ходе оригинального эксперимента, проведённого профессором Зимбардо.
- Российская дарквейв-группа Otto Dix записала песню «Эксперимент», посвящённую событиям в Стэнфорде. Композиция вошла в альбом «Автократор» (2020).
- В книге «Гарри Поттер и методы рационального мышления» в главах, посвящённых фэнтезийной тюрьме Азкабан, проводится много параллелей как с самим экспериментом, так и с его выводами, в частности, задаётся вопрос — как могло светлое общество волшебников допустить само существование тюрьмы, в которой темнейшие из существ — дементоры — годами вытягивают саму жизнь из заключённых, не давая им при этом погибнуть.